# Ammore e malavita
Pour plus de détails, voir Fiche technique et Distribution.
Ammore e malavita est une comédie italienne réalisée par Marco et Antonio Manetti, sortie en 2017.
Le film est présenté en sélection officielle à la Mostra de Venise 2017.

## Synopsis
Don Vincenzo Strozzalone est un parrain de la Camorra surnommé « le roi du poisson ». Après avoir survécu à un attentat, il se rend compte qu'il en a assez de mener cette vie. Conseillé par sa femme cinéphile Donna Maria, il feint d'être mort comme le fait James Bond dans un film. Mais son secret, partagé avec les fidèles Ciro et Rosario, ne tient pas : Fatima, une jeune infirmière, se trouve au mauvais endroit au mauvais moment, et Don Vincenzo ordonne de l'assassiner.
Ciro et Rosario sont à l'hôpital à la recherche de la jeune fille. Ciro la croise et la reconnaît comme son premier grand amour. Il ne peut donc pas la tuer et fuit avec elle. Pour la protéger, il la cache chez son oncle qui vit de contrebande. Don Vincenzo et Donna Maria, convaincus que Ciro a trahi et est passé dans la bande rivale, feront tout pour les éliminer.

## Fiche technique
- Titre original : Ammore e malavita
- Réalisation : Antonio Manetti, Marco Manetti
- Scénario : Antonio Manetti, Marco Manetti
- Photographie : Francesca Amitrano
- Montage : Federico Maneschi
- Musique : Aldo De Scalzi
- Pays d'origine : Italie
- Langue originale : italien
- Format : couleur
- Genre : comédie
- Durée : 133 minutes
- Dates de sortie :
  - Italie : 6 septembre 2017 (Mostra de Venise)
  - Italie : 5 octobre 2017
  - Suisse romande : 6 juillet 2018 (Festival international du film fantastique de Neuchâtel 2018) ;

## Distribution
- Claudia Gerini : donna Maria
- Carlo Buccirosso : don Vincenzo
- Serena Rossi : Fatima
- Giampaolo Morelli : Ciro
- Mario Rivelli : Poliziotto giovane
- Antonino Iuorio :
- Giovanni Napolitano :
- Raiz : Rosario
- Luciana De Falco :
- Antonio Fiorillo :
- Antonio Buonomo :
- Franco Ricciardi :
- Pino Mauro :
- Graziella Marina :
- Rosalia Porcaro :
- Andrea D'Alessio :

## Distinctions
- 63e cérémonie des David di Donatello :
  - Meilleur film.
  - Meilleure actrice dans un second rôle : Claudia Gerini.
  - Meilleur musicien : Pivio et Aldo De Scalzi.
  - Meilleure chanson originale : Bang bang (musique de Pivio et Aldo De Scalzi, texte de Nelson, interprété par Serena Rossi)
  - Meilleurs costumes : Daniela Salernitano.